# Мартен, Стейси
Стейси Мартен (также Стэйси или Мартин; фр. Stacy Martin; род. 20 марта 1990, Париж) — французская киноактриса.

## Биография
Стейси Мартен родилась 20 марта 1990 года в Париже в семье французского парикмахера Рене Мартена и англичанки Аннет Мартен. С самого детства вместе с родителями Стейси часто переезжала из города в город. Ещё будучи в Париже она начинала карьеру модели в агентстве «Premier Model Management». После окончания школы вместе с родителями Стейси уезжает жить в Лондон. Там она поступает в университет и решает пойти на учёбу в школу актёрского мастерства.

## Карьера
Актёрский дебют Стейси Мартен состоялся в 2013 году, когда она сыграла главную роль в эротическом фильме Ларса фон Триера «Нимфоманка». За неё в 2014 году Стейси была номинирована на премию «Бодиль» в категории «Лучшая актриса», а также премию «Роберт».
Затем актриса снималась в фильмах «Зима», «Дама в очках и с ружьём в автомобиле», «Страшные сказки», «Высотка», «Детство лидера».
В сентябре 2014 года стало известно, что Стейси получила главную роль в фильме режиссёра Николаса Саада «Тадж-Махал», посвященном террористической атаке в Мумбае в 2008 году. Съемки проходили в Мумбае (Индия) у отеля Тадж-Махал Палас. Мартен исполнила роль молодой девушки Луизы, которая приезжает в Индию со своими родителями и заселяется в шикарный отель SoBo. Она находится одна в комнате, когда террористы нападают на отель. Фильм повествует о том, как девушка выживает в эту страшную ночь, имея при себе лишь мобильный телефон, по которому держит связь с родителями.
В 2020 году сыграла в фильме «Мой создатель».
В 2021 году состоялась премьера фильма «Кошачьи миры Луиса Уэйна», где Мартен исполнила роль Фелиции Уэйн.

## Фильмография
| Год  |     | Русское название                     | Оригинальное название                             | Роль                      |
| ---- | --- | ------------------------------------ | ------------------------------------------------- | ------------------------- |
| 2013 | ф   | Нимфоманка                           | Nymphomaniac                                      | молодая Джо               |
| 2015 | ф   | Зима                                 | Winter                                            | Софи                      |
| 2015 | ф   | Дама в очках и с ружьём в автомобиле | La dame dans l'auto avec un fusil et des lunettes | Анита                     |
| 2015 | ф   | Страшные сказки                      | Il racconto dei racconti                          | юная Дора                 |
| 2015 | ф   | Высотка                              | High-Rise                                         | Фэй                       |
| 2015 | ф   | Детство лидера                       | The Childhood of a Leader                         | учитель                   |
| 2015 | ф   | Тадж-Махал                           | Taj Maha                                          | Луиза                     |
| 2017 | ф   | Рози                                 | Rosy                                              | Рози                      |
| 2017 | ф   | Молодой Годар                        | Redoutable                                        | Анна Вяземски             |
| 2017 | ф   | Звёздное сияние                      | Halo of Stars                                     | девушка в ночном магазине |
| 2017 | ф   | Последний снимок                     | The Last Photograph                               | Бёрд                      |
| 2017 | ф   |                                      | 3 Way Junction                                    | Лиза                      |
| 2018 | кор | Прелести главной героини             | Leading Lady Parts                                | играет саму себя          |
| 2018 | ф   | Голос люкс                           | Vox Lux                                           | Элеонора                  |
| 2018 | ф   | Нас не догонят                       | Joueurs                                           | Элла                      |
| 2018 | ф   | Новая жизнь Аманды                   | Amanda                                            | Лена                      |
| 2020 | ф   | Ночной дом                           | The Night House                                   | Мадлен                    |
| 2020 | ф   | Мой создатель                        | Archive                                           | Джулс Элмор / J3 / J2     |
| 2020 | ф   | Любовники                            | Amants                                            | Лиза Редлер               |
| 2021 | с   | Змей                                 | The Serpent                                       | Жюльет Воклен             |
| 2021 | ф   | Кошачьи миры Луиса Уэйна             | The Electrical Life of Louis Wain                 | Фелиция Уэйн              |
| 2022 | ф   |                                      | I Love Greece                                     | Марина                    |
| 2024 | ф   | Бруталист                            | The Brutalist                                     | Мэгги Ван Бюрен           |
| 2025 | ф   | Острова                              | Islands                                           | Энн                       |
|      | ф   | Анна Ли                              | Ann Lee                                           |                           |